# Goremageddon: The Saw and the Carnage Done
Goremageddon: The Saw and the Carnage Done är det belgiska brutal death metal-bandet Aborteds tredje studioalbum, utgivet i april 2003 på Listenable Records och återutgivet i juni 2009 i begränsad digipakversion på samma bolag.
Albumet producerade bandets första musikvideo i form av "Meticulous Invagination".

## Låtlista
1. "Meticulous Invagination" – 3:02
2. "Parasitic Flesh Resection" – 2:09
3. "The Saw and the Carnage Done" – 4:50
4. "Ornaments of Derision" – 4:54
5. "Sanguine Verses (...of Extirpation)" – 2:58
6. "Charted Carnal Effigy" – 3:31
7. "Clinical Colostomy" – 3:29
8. "Medical Deviance" – 3:11
9. "Sea of Cartilage" – 3:02
10. "Nemesis" – 2:58

Bonusspår på nyutgåvan från 2009
1. "Carnal Forge" (Carcass-cover) – 4:03
2. "Gestated Rabidity" – 4:15
3. "Voracious Haemoglobinic Syndrome" – 4:07

## Medverkande
Musiker
- Sven de Caluwé – sång
- Bart Vergaert – gitarr
- Thijs de Cloedt – gitarr
- Frederic Vanmassenhove – basgitarr

Bidragande musiker
- Jacob Hansen – gitarr
- Dirk Verbeuren – trummor

Produktion
- Jacob Hansen – producent, inspelningstekniker, mixning, mastering
- Christophe Herreman – låtskrivande
- Joel Sta – låttexter
- Leon del Muerte – låttexter
- Dennis Sibeijn – omslagskonst
- Sven de Caluwé – layout